# ヨハン・エルンスト・ハインジウス
ヨハン・エルンスト・ハインジウス（Johann Ernst Heinsius、1731年5月21日 - 1794年10月18日）は、ドイツの肖像画家である。ザクセン＝ヴァイマル＝アイゼナハ大公国などの宮廷で働いた。

## 略歴
現在のテューリンゲン州のイルメナウで生まれた。父親のヨハン・クリスティアン・ハインツ(Johann Christian Heintz、Heintzeとも: c.1706-1756)は鉄砲鍛冶であったが画家に転じ、ルードルシュタットの宮廷で働いた人物とされる。弟のヨハン・ユリウス・ハインジウス(Johann Julius Heinsius: 1740-1812)も画家になった。
父親やラインターラー(Carl Christlieb Reinthaler)といった画家に学び、テューリンゲンの貴族の肖像画を描き、肖像画家として知られるようになった。ハイデックスブルク、ルードルシュタットで働き、1769年まではヒルトブルクハウゼンで働いた。
1772年、ワイマールのヴィルヘルムスブルク城(Schloss Wilhelmsburg)の絵画室の監督に任じられたが、1774年に城が火事になりコレクションが焼失し、職を解雇された。
ザクセン＝ヴァイマル＝アイゼナハ公カール・アウグストの母親で、大公の成人まで摂政をつとめたアンナ・アマーリアやアンナ・アマーリアがワイマールに招聘したヨハン・ヴォルフガング・フォン・ゲーテ(1749-1832)の肖像画も残しているが、ゲーテを中心とする知識人、芸術家のサークルとの交流はほとんどなかったとされる。
家族の養育費などで生活は苦しく、フランクフルトのなどで裕福な商人の肖像画を描いて収入を補った。1776年に設立された「ヴァイマル公爵家自由絵画学校」(Fürstliche freie Zeichenschule Weimar)の校長、ゲオルク・メルヒオール・クラウスによって1788年に教授の仕事を得た。1792年に脳卒中を患い、回復後にエアフルトでの注文を果たすためにエアフルトに行き、そこで亡くなった。

## 作品

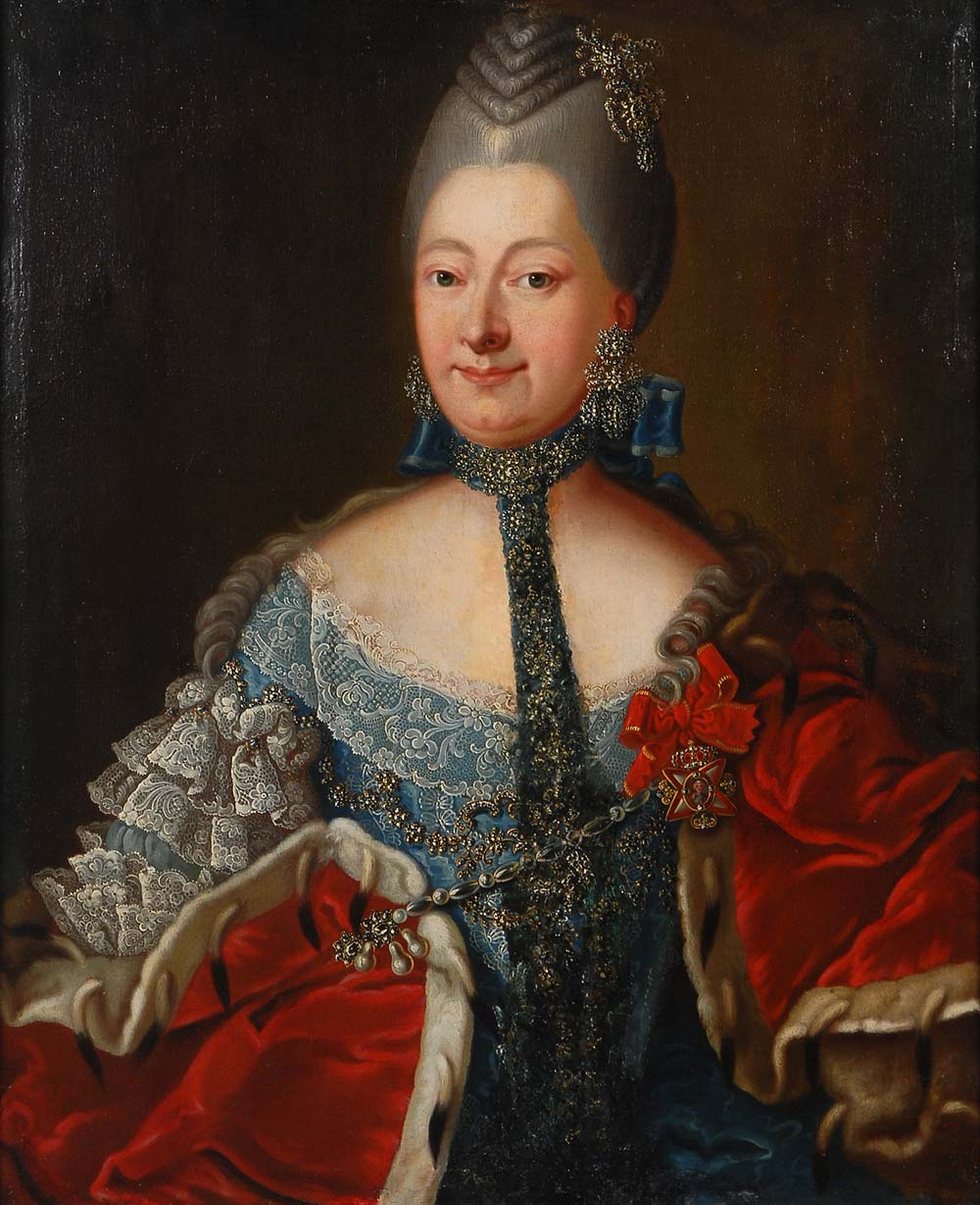
Federica Sofía August
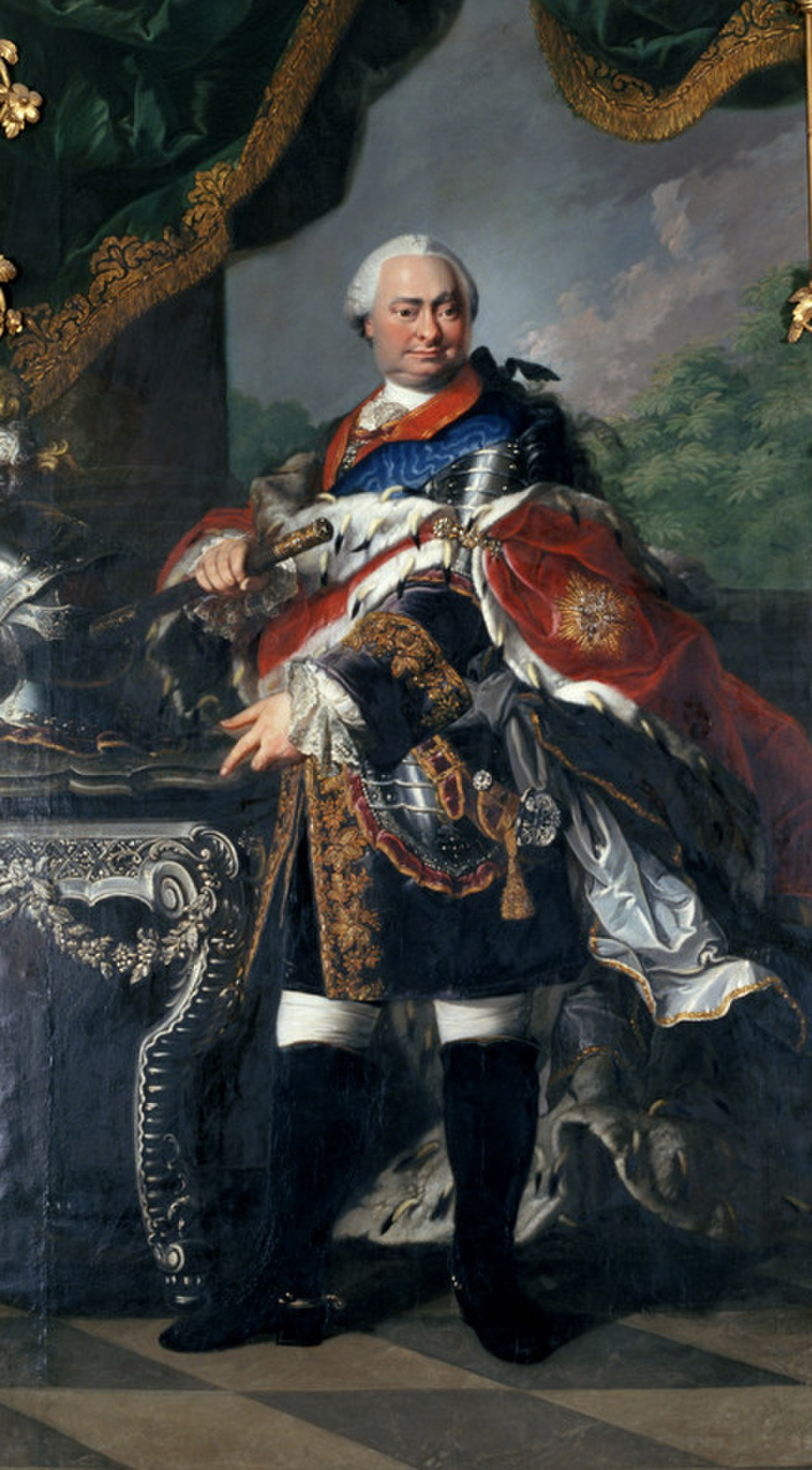
John Frederick, Prince of Schwarzburg-Rudolstadt
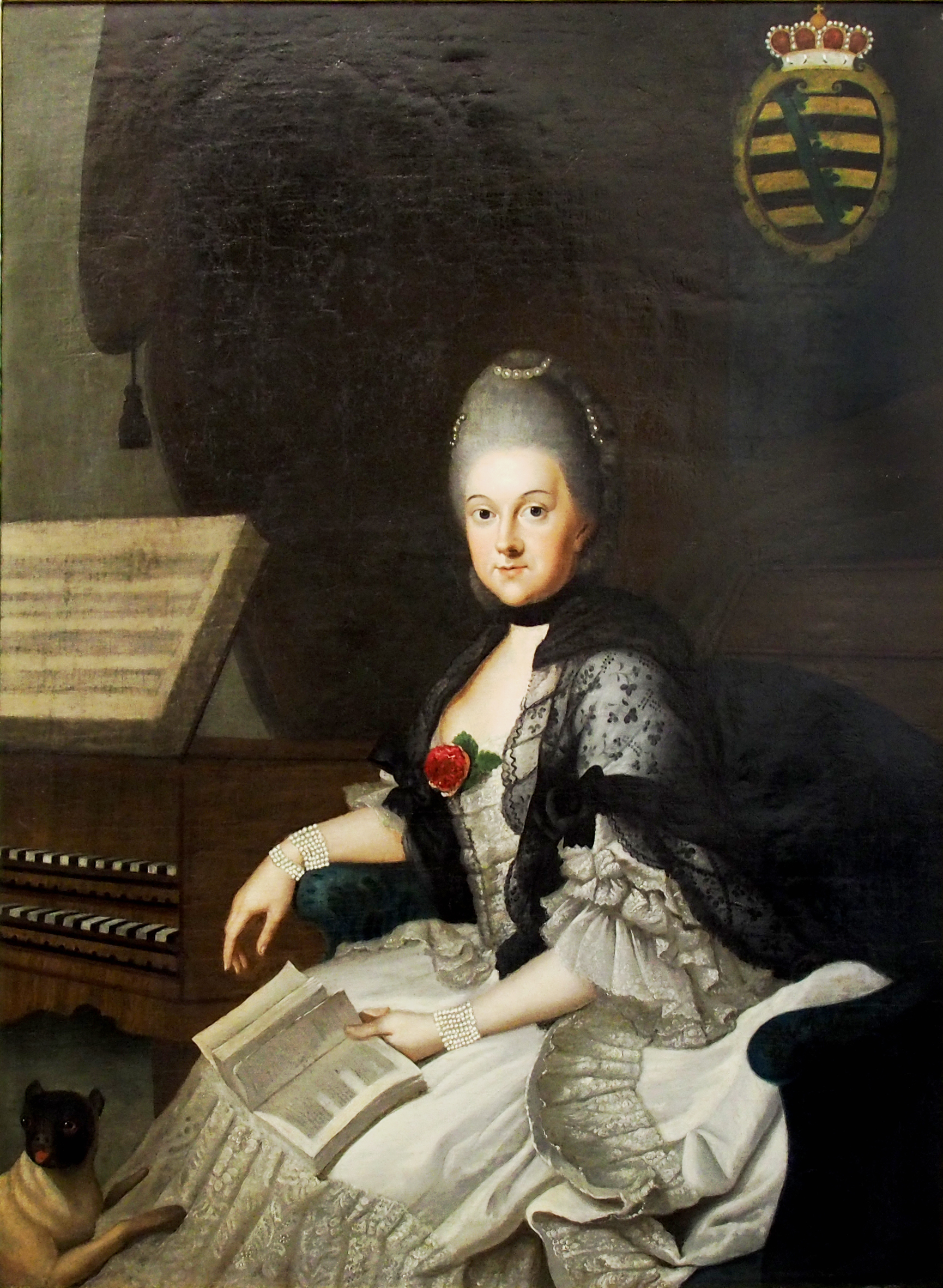
アンナ・アマーリア、Johann Georg Ziesenisの作品の模写
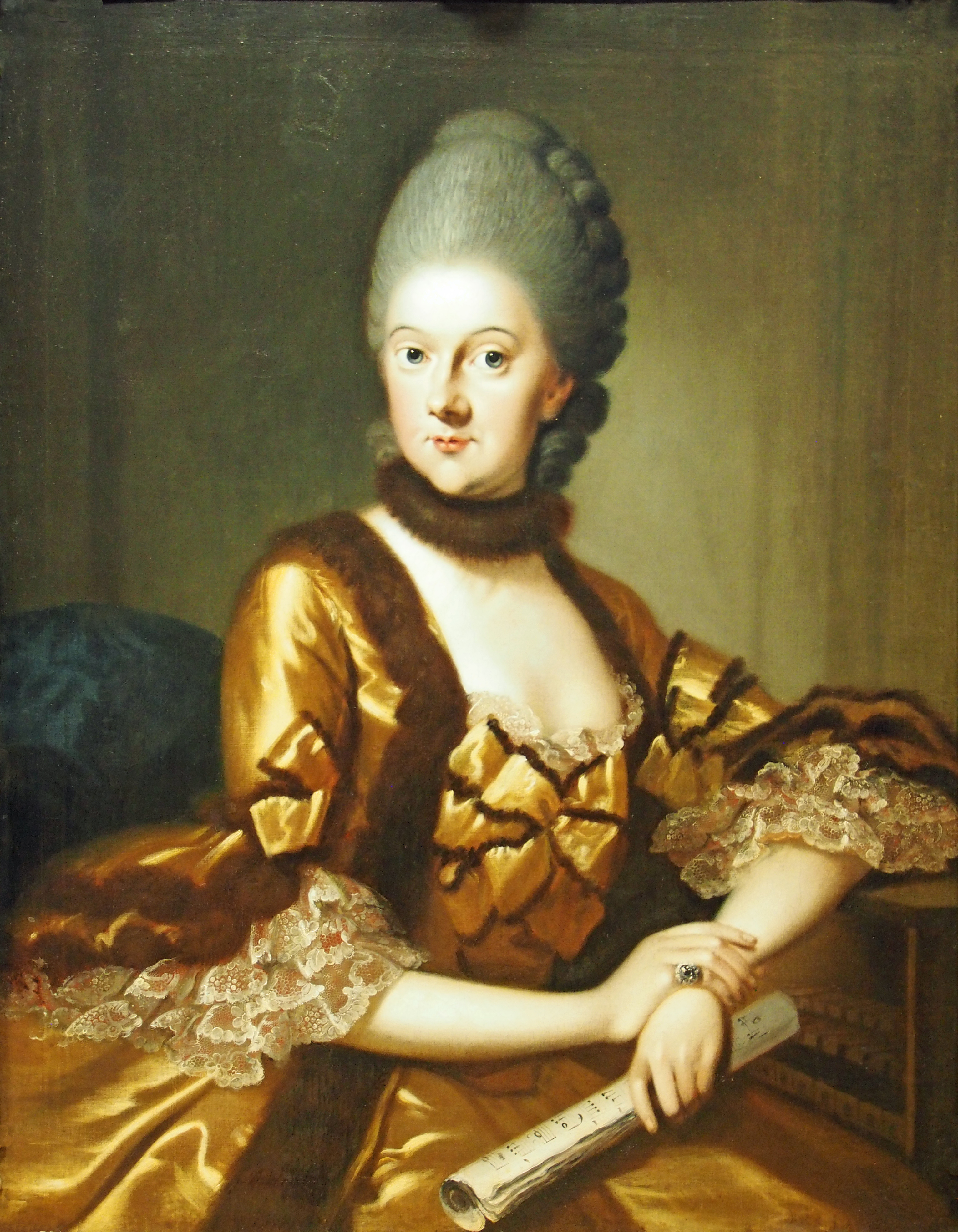
アンナ・アマーリア、Johann Georg Ziesenisの作品の模写